# Пандемия
Пандемията (от гръцки: παν, pan – „всички“ и δήμος, demos – „хора“) е проява на инфекциозно заболяване, което се разпространява сред населението на определен обширен географски регион, континент или по целия свят, като се заразяват много хора.
Практически пандемията е вид всеобхватна епидемия, характеризираща се с появата на нов вирус или инфекциозен носител, срещу който човешката популация няма имунитет. Обикновено процентът на смъртност при пандемичните вълни е особено висок. Подобен взрив на инфекциозно заболяване сред животните се нарича панзоотия.
В миналото пандемични вълни от чума, вариола, морбили, туберкулоза, малария, коремен тиф, проказа, жълта треска и грип са обезлюдявали големи райони и дори отслабвали силите на велики държави. Заболявания като инсулт, инфаркт на миокарда, рак, затлъстяване, макар широко разпространени сред човечеството и причина за милиони жертви, не могат да бъдат характеризирани като пандемия. Причината за това, е че липсва инфекциозен възбудител. Широко разпространените ендемични заболявания със стабилен брой заразени хора като например рецидиви на сезонен грип обикновено не се характеризират като пандемия тъй като те се появяват едновременно в големи региони на света, вместо да се разпространяват от мястото на възникване по целия свят. Към декември 2020 година човечеството е засегнато от две пандемии – СПИН и COVID-19.

## Известни пандемии

### Тифоидна треска
- Пелопонеска война (430 пр.н.е.) – от тиф умира 1/4 от атинската армия и 1/4 от населението в течение на 4 години. Високата смъртност на болестта предотвратява нейното широко разпространение, тъй като убива заразените по-бързо, отколкото те могат да пренесат заболяването. Точната причината за тази епидемия не е известна до 2006 г., когато анализ на зъби, намерени при разкопки на могили под Атинския акропол, показват наличие на бактерии на тифа.[2]

### Чума
- Юстинианова чума (541 – 700) – пренесена във Византия от Египет.
- Черната смърт – пандемия от бубонна чума, пренесена от Източен Китай. Разгаря се в средата на 14 век (1347 – 1351 г.). Умира 1/3 от населението на Европа по това време (около 34 млн. души).

### Холера
- Първа холерна пандемия (1816 – 1826). В миналото заболяването е ограничено само в рамките на Индустан. Пандемията започва от Бенгалия и до 1820 г. се разпространява из цяла Индия. Около 10 хиляди британски войници и безброй индийци загиват от холера при тази пандемия.[3] Заболяването се разпространява в Китай, Индонезия (само на остров Ява загиват около 100 хил. души) и до крайбрежието на Каспийско море. В периода 1817 – 1860 г. в Индийския субконтинент от холера умират около 15 милиона души. Други 23 милиона индийци умират от холера в периода 1865 – 1917 г. За същия период в Русия умират около 2 милиона.[4]
- Втора холерна пандемия (1829 – 1851). Холерата напуска пределите на Русия в посока Европа и Америка. Така достига до Унгария (около 100 хил. умрели) и Германия през 1831 г., в Лондон през 1832 г. (повече от 55 хил. души умират във Великобритания),[5] Франция, Канада и САЩ са поразени в същата година,[6] а тихоокеанското крайбрежие на Северна Америка през 1834 г.[7] Смята се, че около 150 хиляди американци умират от холера в периода 1832 – 1849 г.[8]
- Трета холерна пандемия (1852 – 1860). Поразява основно населението в Русия с около милион жертви. През 1852 г. холерата възниква в Индонезия, а по късно и в Китай, през 1854 г. поразява Япония, Филипините през 1858 г. и Корея през 1859 г. През 1859 г. огнище в Бенгалия е причина за разпространение към Иран, Ирак, Арабия и Русия.[9]
- Четвърта холерна пандемия (1863 – 1875). Разпространява се основно в Европа и Африка. Около 30 до 90 хиляди богомолци в Мека загиват от холера. През 1866 г. около 90 хиляди души загиват в Русия.[10] През 1866 г. възниква огнище и в Северна Америка. Загиват около 50 хиляди американци.[8]

- Пета холерна пандемия (1881 – 1896). В периода 1883 – 1887 г. епидемията поразява 250 хиляди европейци и 50 хиляди американци. При тази пандемия са поразени 267 890 руснаци (1892),[11] 120 000 испанци,[12] 90 000 японци и 60 000 иранци. През 1892 г. е заразена с холерни вибриони водата на Хамбург. Загиват 8606 жители на града.[13]

- Шеста холерна пандемия (1899 – 1923). Тази пандемия има сравнително малък летален ефект в Европа, предвид развитото здравеопазване. Русия обаче отново е поразена – около половин милион души умират от холера през първата четвъртина на 20 век.[14] Шестата пандемия поразява около 800 хиляди индийци, през 1902 – 1904 г. поразява около 200 хиляди филипинци.[15] В Мека са регистрирани 27 епидемични вълни на холера от началото на века до 1930 г. като повече от 20 хиляди богомолци загиват по време на хадж през 1907 – 1908 г.[16]
- Седма холерна пандемия (1962 – 1966). Започва от Индонезия и се причинява от щама Ел Тор.

### Грип
- Древногръцкият лекар Хипократ, известен като „бащата на медицината“ описва за пръв път инфлуенцата през 412 пр.н.е.[17]
- Първата известна пандемия от инфлуенца е тази от 1580 г. като след това вълни на заболяването са описвани в периоди от 10 до 30 години.[18][19][20]
- В периода 1889 – 1890 г. се развива пандемия, която започва през май 1889 г. от Бухара, Узбекистан. През октомври достига Томск и района на Кавказ. Бавно и сигурно заболяването се разпространява и на запад като през декември същата година достига до Северна Америка. В Южна Америка е установено през април-май 1890 г., в Индия през февруари-март 1890 г., а в Австралия през март-април 1890 г. Пандемията е причинена от щам H2N8 на вируса на грипа, характерен с високо ниво на възприемчивост и смъртност. Около един милион души загиват от тази пандемична вълна на грипа.[21]
- Испанският грип е друга пандемия причинена от грипния вирус преминала през 1918 – 1919 г. За пръв път заболяването е регистрирано през март 1918 г. През октомври 1918 г. заболяването се превръща в пандемия обхванала целия свят. Заболява около една трета от населението (около половин милиард души).[22] Вирусът бил изключително вирулентен и за около 18 месеца се превръща в убиец на около 50 милиона души.[22] Според някои изследователи жертвите му са двойно повече.[23] Около 17 милиона души умират в Индия, 675 000 в САЩ[24] и 200 000 във Великобритания. Вирусът е изолиран и съхранен, чрез замразяване. Щамът H1N1 е сравнително малък, но твърде сходен по структура с този причинил испанския грип.[25]
- Азиатски грип (щам H2N2) е пандемия от 1957 – 1958 г. Вирусът е причина за около 70 000 умрели в САЩ. За пръв път е открит в Китай през февруари 1957 г., а в САЩ се появява през юни 1957 г. Жертвите на пандемията в световен мащаб са около 3 милиона души.[26]
- Хонконгски грип (щам H3N2) е пандемия от 1968 – 1969 г. Щамът H3N2 е причина за 34 000 умрели в САЩ. За пръв път е изолиран в Хонг Конг в началото на 1968 г., а в щатите се появява в края на същата година. Пандемията от грипния щам е причина за смъртта на около един милион души по цял свят.[27] Вирусът на инфлуенца A (H3N2) продължава и днес да циркулира сред населението.

### Коронавирус(CoVid-19)
- Пандемия от коронавирус (2019-2022)